# أسمان بلاغي
أسمان‌ بلاغي هي قرية في مقاطعة تكاب، إيران. يقدر عدد سكانها بـ 107 نسمة بحسب إحصاء 2016.